# Championnats de Lettonie de cyclisme sur route
Les championnats de Lettonie de cyclisme sur route sont disputés tous les ans en Lettonie.

## Historique
En 2021, pour la première fois, une compétition en ligne réunit l’ensemble des pays baltes. Le premier concurrent à franchir la ligne de chaque nationalité est sacré champion national de la course en ligne.

## Palmarès des championnats

### Élites Hommes

#### Course en ligne
| Année | Vainqueur           | Deuxième            | Troisième              |
| ----- | ------------------- | ------------------- | ---------------------- |
| 1997  | Juris Silovs        | Egons Rozenfelds    | Armands Baranovskis    |
| 1998  | Juris Silovs        | Arvis Piziks        | Romāns Vainšteins      |
| 1999  | Romāns Vainšteins   | Juris Silovs        | Raivis Belohvoščiks    |
| 2000  | Arvis Piziks        | Raivis Belohvoščiks | Andris Naudužs         |
| 2001  | Andris Reiss        | Juris Silovs        | Raivis Belohvoščiks    |
| 2002  | Raivis Belohvoščiks | Arvis Piziks        | Armands Baranovskis    |
| 2003  | Andris Naudužs      | Mārtiņš Poļakovs    | Oļegs Meļehs           |
| 2004  | Oļegs Meļehs        | Normunds Lasis      | Aleksejs Saramotins    |
| 2005  | Aleksejs Saramotins | Gatis Smukulis      | Normunds Lasis         |
| 2006  | Aleksejs Saramotins | Oļegs Meļehs        | Daniels Ernestovskis   |
| 2007  | Aleksejs Saramotins | Oļegs Meļehs        | Herberts Pudāns        |
| 2008  | Normunds Lasis      | Kalvis Eisaks       | Heralds Pudāns         |
| 2009  | Oļegs Meļehs        | Aleksejs Saramotins | Normunds Zviedris      |
| 2010  | Aleksejs Saramotins | Gatis Smukulis      | Indulis Bekmanis       |
| 2011  | Mārtiņš Trautmanis  | Aleksejs Saramotins | Kristofers Rācenājs    |
| 2012  | Aleksejs Saramotins | Andžs Flaksis       | Indulis Bekmanis       |
| 2013  | Aleksejs Saramotins | Gatis Smukulis      | Toms Skujiņš           |
| 2014  | Andris Vosekalns    | Aleksejs Saramotins | Gatis Smukulis         |
| 2015  | Aleksejs Saramotins | Krists Neilands     | Andris Smirnovs        |
| 2016  | Gatis Smukulis      | Viesturs Lukševics  | Toms Skujiņš           |
| 2017  | Krists Neilands     | Kaspars Serģis      | Viesturs Lukševics     |
| 2018  | Krists Neilands     | Aleksejs Saramotins | Andžs Flaksis          |
| 2019  | Toms Skujiņš        | Aleksejs Saramotins | Andžs Flaksis          |
| 2020  | Viesturs Lukševics  | Pauls Rubenis       | Māris Bogdanovičs      |
| 2021  | Toms Skujiņš        | Andžs Flaksis       | Māris Bogdanovičs      |
| 2022  | Emīls Liepiņš       | Andžs Flaksis       | Pauls Rubenis          |
| 2023  | Emīls Liepiņš       | Krists Neilands     | Toms Skujiņš           |
| 2024  | Emīls Liepiņš       | Maris Bogdanovics   | Karlis Klismets        |
| 2025  | Toms Skujiņš        | Krists Neilands     | Kristiāns Belohvoščiks |

Multi-titrés
- 7 : Aleksejs Saramotins
- 3 : Toms Skujiņš

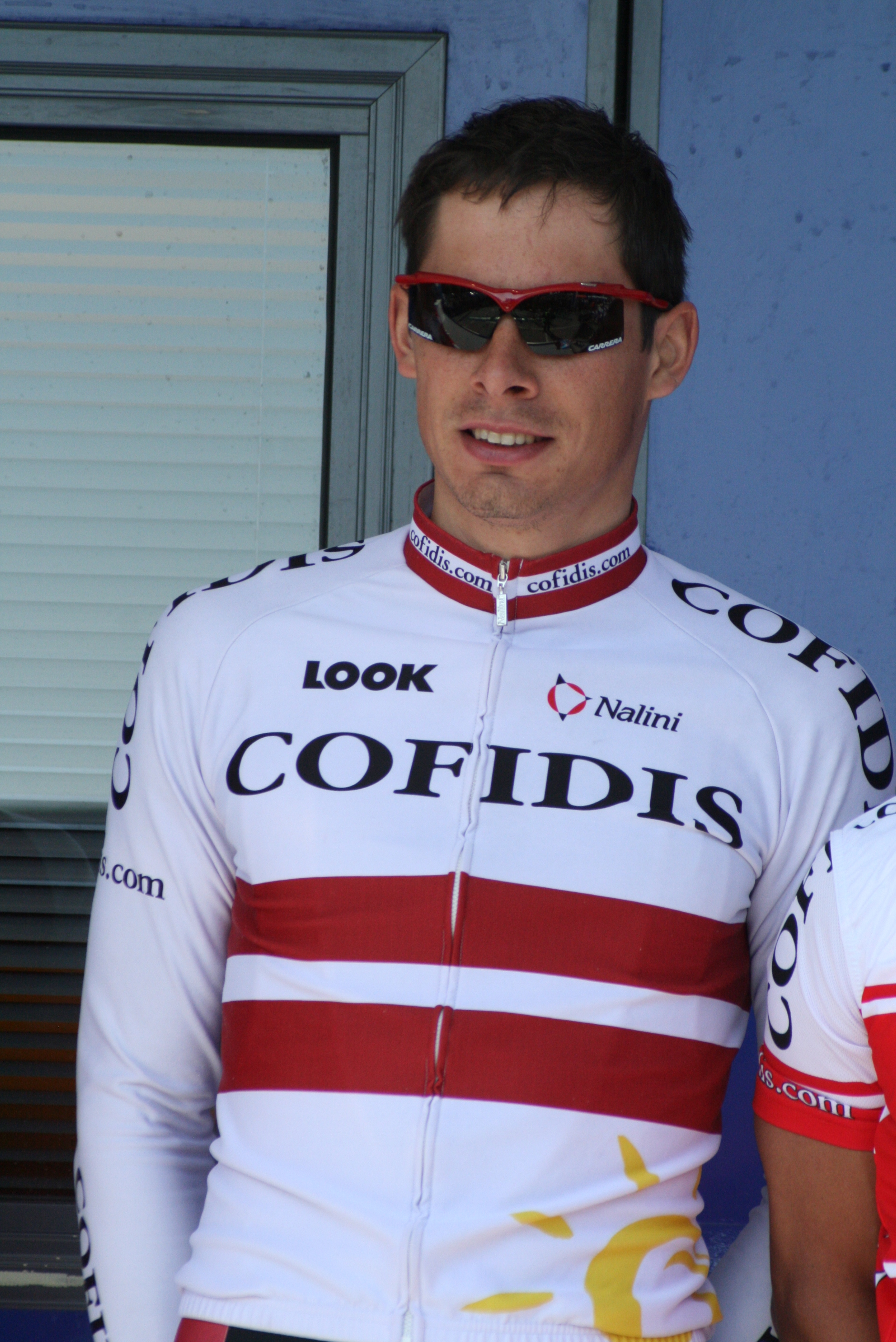
Aleksejs Saramotins vêtu de son maillot de champion de Lettonie lors des Quatre Jours de Dunkerque 2011

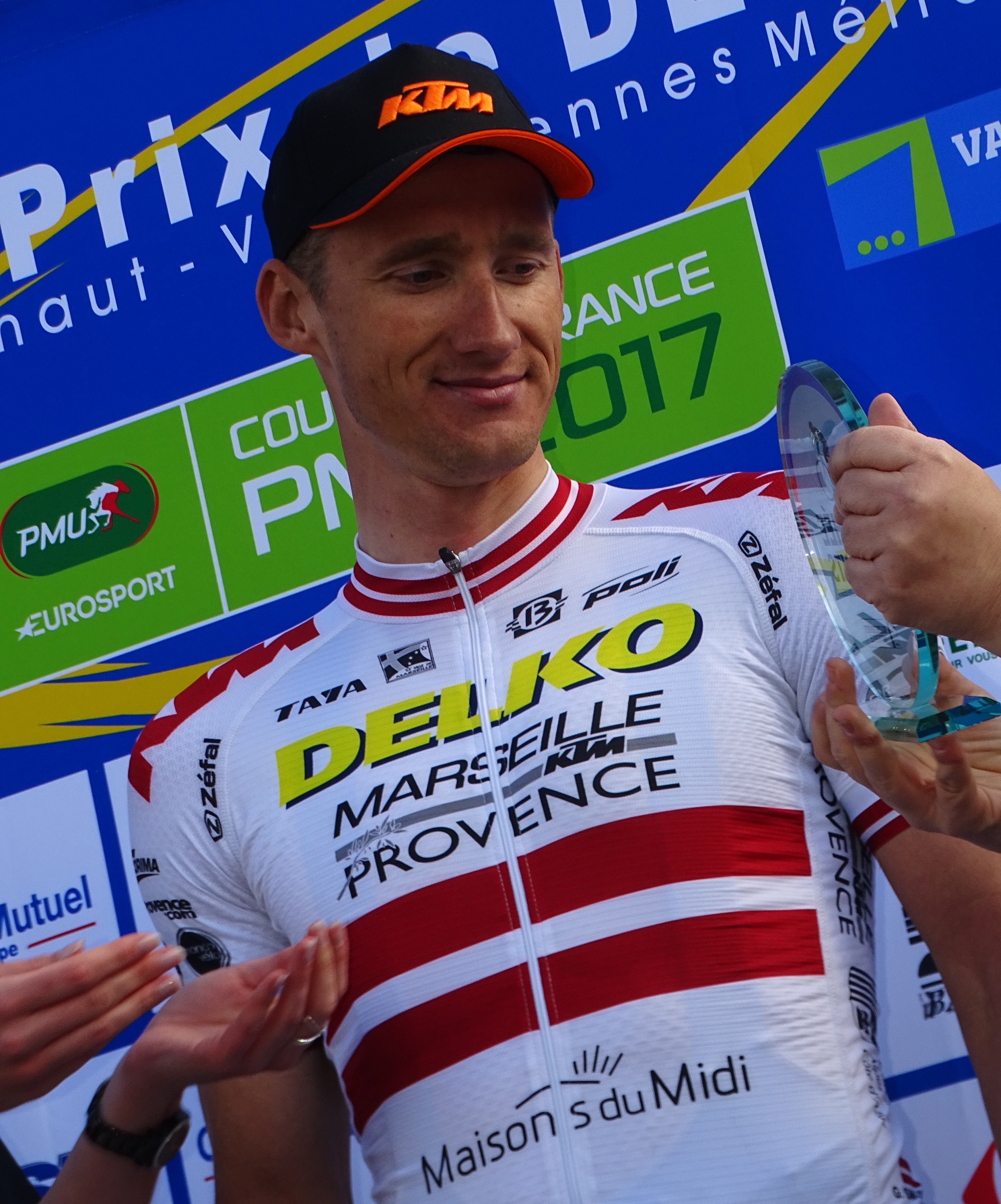
Gatis Smukulis vêtu de son maillot de champion de Lettonie lors du Grand Prix de Denain 2017

- 2 : Juris Silovs, Oļegs Meļehs, Krists Neilands, Emīls Liepiņš

#### Contre-la-montre
| Année | Vainqueur           | Deuxième            | Troisième              |
| ----- | ------------------- | ------------------- | ---------------------- |
| 1997  | Dainis Ozols        | Egons Rozenfelds    | Arvis Piziks           |
| 1998  | Dainis Ozols        | Juris Silovs        | Arvis Piziks           |
| 1999  | Dainis Ozols        | Andris Spehts       | Arvis Piziks           |
| 2000  | Raivis Belohvoščiks | Dainis Ozols        | Andris Špehts          |
| 2001  | Raivis Belohvoščiks | Arvis Piziks        | Dzintars Ozoliņš       |
| 2002  | Raivis Belohvoščiks | Arvis Piziks        | Romāns Vainšteins      |
| 2003  | Raivis Belohvoščiks | Andris Naudužs      | Aldis Āboliņš          |
| 2004  | Oļegs Meļehs        | Kalvis Eisaks       | Aldis Āboliņš          |
| 2005  | Raivis Belohvoščiks | Oļegs Meļehs        | Artūrs Ansons          |
| 2006  | Raivis Belohvoščiks | Oļegs Meļehs        | Vitālijs Korņilovs     |
| 2007  | Raivis Belohvoščiks | Oļegs Meļehs        | Aleksejs Saramotins    |
| 2008  | Raivis Belohvoščiks | Oļegs Meļehs        | Aleksejs Saramotins    |
| 2009  | Raivis Belohvoščiks | Aleksejs Saramotins | Gatis Smukulis         |
| 2010  | Raivis Belohvoščiks | Aleksejs Saramotins | Gatis Smukulis         |
| 2011  | Gatis Smukulis      | Aleksejs Saramotins | Vitālijs Korņilovs     |
| 2012  | Gatis Smukulis      | Aleksejs Saramotins | Andžs Flaksis          |
| 2013  | Gatis Smukulis      | Aleksejs Saramotins | Ervīns Smoļins         |
| 2014  | Gatis Smukulis      | Aleksejs Saramotins | Andžs Flaksis          |
| 2015  | Gatis Smukulis      | Aleksejs Saramotins | Krists Neilands        |
| 2016  | Gatis Smukulis      | Aleksejs Saramotins | Krists Neilands        |
| 2017  | Aleksejs Saramotins | Toms Skujiņš        | Krists Neilands        |
| 2018  | Toms Skujiņš        | Gatis Smukulis      | Aleksejs Saramotins    |
| 2019  | Krists Neilands     | Aleksejs Saramotins | Ēriks Toms Gavars      |
| 2020  | Andris Vosekalns    | Maris Bogdanovics   | Vitālijs Korņilovs     |
| 2021  | Toms Skujiņš        | Emīls Liepiņš       | Andris Vosekalns       |
| 2022  | Toms Skujiņš        | Krists Neilands     | Emīls Liepiņš          |
| 2023  | Toms Skujiņš        | Krists Neilands     | Emīls Liepiņš          |
| 2024  | Alekss Krasts       | Emīls Liepiņš       | Kristers Ansons        |
| 2025  | Toms Skujiņš        | Krists Neilands     | Kristiāns Belohvoščiks |

Multi-titrés
- 10 : Raivis Belohvoščiks
- 6 : Gatis Smukulis
- 5 : Toms Skujiņš
- 3 : Dainis Ozols

### Femmes

#### Course en ligne
| Année | Vainqueur           | Deuxième           | Troisième            |
| ----- | ------------------- | ------------------ | -------------------- |
| 2015  | Lija Laizāne        | Dana Rožlapa       | Katrina Jaunslaviete |
| 2016  | Lija Laizāne        |                    |                      |
| 2017  | Lija Laizāne        | Viktorija Sipoviča | Madara Fūrmane       |
| 2018  | Lija Laizāne        | Viktorija Sipoviča | Elīna Ķiršakmene     |
| 2019  | Lija Laizāne        | Dana Rožlapa       |                      |
| 2020  |                     |                    |                      |
| 2021  | Lina Svarinska      | Dana Rožlapa       | Lija Laizāne         |
| 2022  | Anastasia Carbonari | Dana Rožlapa       | Lija Laizāne         |
| 2023  | Anastasia Carbonari | Dana Rožlapa       | Lija Laizāne         |
| 2024  | Anastasia Carbonari | Kitija Siltumena   | Laura Belohvoscika   |
| 2025  | Dana Rožlapa        | Kitija Siltumena   | Anastasia Carbonari  |

Multi-titrées
- 5 : Lija Laizāne
- 3 : Anastasia Carbonari

#### Contre-la-montre
| Année | Vainqueur        | Deuxième           | Troisième           |
| ----- | ---------------- | ------------------ | ------------------- |
| 2009  | Ivanda Eiduka    | Jelena Dovgaluk    | Anda Savlenko       |
| 2010  | Jelena Dovgaluk  | Anda Savlenko      | Lija Laizāne        |
| 2011  | Jelena Dovgaluk  | Vita Heine         | Madara Fūrmane      |
| 2012  | Dana Rožlapa     | Lija Laizāne       | Lelde Ardava        |
| 2013  | Dana Rožlapa     | Vita Heine         | Jelena Dovgaluk     |
| 2014  | Dana Rožlapa     | Vita Heine         | Lija Laizāne        |
| 2015  | Lija Laizāne     | Madara Fūrmane     | Dana Rožlapa        |
| 2016  | Lija Laizāne     | Endija Rutule      |                     |
| 2017  | Lija Laizāne     | Lelde Ardava       | Viktorija Sipoviča  |
| 2018  | Lija Laizāne     | Viktorija Sipoviča | Helēna Ērgle        |
| 2019  | Dana Rožlapa     | Lija Laizāne       | Daniela Leitane     |
| 2020  |                  |                    |                     |
| 2021  | Dana Rožlapa     | Lija Laizāne       | Lina Svarinska      |
| 2022  | Dana Rožlapa     | Lija Laizāne       | Anastasia Carbonari |
| 2023  | Dana Rožlapa     | Lija Laizāne       | Kitija Siltumena    |
| 2024  | Kitija Siltumena | Krista Pūcīte      | Madara Aboma        |

Muti-titrées
- 9 : Dana Rožlapa
- 4 : Lija Laizāne
- 2 : Jelena Dovgaluk

### Espoirs Hommes

#### Course en ligne
| Année     | Vainqueur              | Deuxième                | Troisième                |
| --------- | ---------------------- | ----------------------- | ------------------------ |
| 2006      | Gatis Smukulis         |                         |                          |
| 2007-2008 | ?                      | ?                       | ?                        |
| 2009      | Viesturs Lukševics     | Rihards Bartuševics     | Reinis Andrijanovs       |
| 2010      | Indulis Bekmanis       | Andris Smirnovs         | Andžs Flaksis            |
| 2011      | ?                      | ?                       | ?                        |
| 2012      | Andžs Flaksis          | Toms Skujiņš            | Jānis Dakteris           |
| 2013      | Toms Skujiņš           | Andžs Flaksis           | Krists Neilands          |
| 2014      | Andris Vosekalns       | Emīls Liepiņš           | Krists Neilands          |
| 2015      | Krists Neilands        | Raivis Sarkans          | Deins Kaņepējs           |
| 2016      | Krists Neilands        | Klāvs Rubenis           | Matīss Riekstiņš         |
| 2017      | Deins Kaņepējs         | Ēriks Toms Gavars       | Martin Pluto             |
| 2018      | Martin Pluto           | Ēriks Toms Gavars       | Kristers Ansons          |
| 2019      | Alekss Jānis Ražinskis | Ēriks Toms Gavars       |                          |
| 2020      | Pauls Rubenis          | Alekss Krasts           | Oskars Dankbārs          |
| 2021      | Pauls Rubenis          | Alekss Krasts           | Kristers Ansons          |
| 2022      | Alekss Krasts          | Matiss Kalveršs         | Kristiāns Belohvoščiks   |
| 2023      | Alekss Krasts          | Kristiāns Belohvoščiks  | Rihards Reinfelds        |
| 2024      | Kristiāns Belohvoščiks | Gusts Lapiņš            | Kārlis Valters Grundulis |
| 2025      | Gusts Lapiņš           | Olivers Jēkabs Skrapcis | Ģirts Harkins            |

Multi-titrés
- 2 : Krists Neilands, Pauls Rubenis, Alekss Krasts

#### Contre-la-montre
| Année | Vainqueur               | Deuxième               | Troisième          |
| ----- | ----------------------- | ---------------------- | ------------------ |
| 2006  | Gatis Smukulis          |                        |                    |
| 2007  | ?                       | ?                      | ?                  |
| 2008  | Gatis Smukulis          |                        |                    |
| 2009  | Indulis Bekmanis        | Ervīns Smoļins         | Reinis Andrijanovs |
| 2010  | Indulis Bekmanis        | Andžs Flaksis          | Toms Skujiņš       |
| 2011  | Andžs Flaksis           | Andris Vosekalns       | Toms Skujiņš       |
| 2012  | Andžs Flaksis           | Andris Vosekalns       | Andris Smirnovs    |
| 2013  | Andžs Flaksis           | Armands Bēcis          | Pauls Zvirbulis    |
| 2014  | Krists Neilands         | Andris Vosekalns       | Mārtiņš Jirgensons |
| 2015  | Krists Neilands         | Aleksandrs Rubļevskis  | Valters Čakšs      |
| 2016  | Krists Neilands         | Ēriks Toms Gavars      | Mareks Kampe       |
| 2017  | Mārcis Kalniņš          | Deins Kaņepējs         | Ēriks Toms Gavars  |
| 2018  | Ēriks Toms Gavars       | Kristers Ansons        | Kristaps Pelčers   |
| 2019  | Ēriks Toms Gavars       | Kristaps Siltumēns     | Kristaps Pelčers   |
| 2020  | Alekss Krasts           | Mareks Balodis         | Jānis Šēlis        |
| 2021  | Rodžers Petaks          | Kristers Ansons        | Pauls Rubenis      |
| 2022  | Rodžers Petaks          | Matīss Kaļveršs        | Alekss Krasts      |
| 2023  | Alekss Krasts           | Kristiāns Belohvoščiks | Kārlis Klismets    |
| 2024  | Kristiāns Belohvoščiks  | Dāvis Gludavs          | Gusts Lapiņš       |
| 2025  | Olivers Jēkabs Skrapcis | Kārlis Klismets        | Ģirts Harkins      |

Multi-titrés
- 3 : Andžs Flaksis, Krists Neilands
- 2 : Gatis Smukulis, Indulis Bekmanis, Ēriks Toms Gavars, Rodžers Petaks, Alekss Krasts

### Juniors Hommes

#### Course en ligne
| Année | Vainqueur               | Deuxième               | Troisième             |
| ----- | ----------------------- | ---------------------- | --------------------- |
| 2010  | Andris Vosekalns        | Romans Blinovs         | Emīls Liepiņš         |
| 2011  | Andis Lapiņš            | Sandis Eislers         | Krists Neilands       |
| 2012  | ?                       | ?                      | ?                     |
| 2013  | Andrejs Podans          | Raivis Sarkans         | Maksims Ivanovs       |
| 2014  | Ēriks Toms Gavars       | Aleksandrs Rubļevskis  | Klāvs Rubenis         |
| 2015  | Mareks Kampe            | Ilja Tjagunovs         | Nils Ķelderis         |
| 2016  | Marcis Kalninš          | Kristaps Pelčers       | Juliāns Isajevs       |
| 2017  | Kristers Ansons         | Kristaps Pelčers       | Aleks Logins          |
| 2018  | Alekss Jānis Ražinskis  | Devids Zikratijs       | Alekss Krasts         |
| 2019  | Pauls Rubenis           | Kristiāns Belohvoščiks | Gatis Līvs            |
| 2020  | Kārlis Klismets         | Kristaps Malnacs       | Kaspars Ilsjānis      |
| 2021  | Matiss Kalveršs         | Gvido Kokle            | Karlis Klismets       |
| 2022  | Rihards Reinfelds       | Gusts Lapiņš           | Ģirts Harkins         |
| 2023  | Gusts Lapiņš            | Dāvis Gludavs          | Kārlis Jānis Dāboliņš |
| 2024  | Olivers Jēkabs Skrapcis | Markuss Lagzdiņš       | Klāvs Milčs           |
| 2025  | Helvijs Kancers         | Uvis Zvirbulis         | Arvīds Logins         |

#### Contre-la-montre
| Année | Vainqueur               | Deuxième                 | Troisième           |
| ----- | ----------------------- | ------------------------ | ------------------- |
| 2010  | Andris Vosekalns        | Emīls Liepiņš            | Mārtiņš Savickis    |
| 2011  | Reinis Simanovskis      | Krists Neilands          | Ernests Cakss       |
| 2012  | Pēteris Janevics        | Krists Neilands          | Pauls Zvirbulis     |
| 2013  | Andrejs Podans          | Arnis Zecmanis           | Maksims Ivanovs     |
| 2014  | Nils Ķelderis           | Ēriks Toms Gavars        | Artūrs Belēvičs     |
| 2015  | Ēriks Toms Gavars       | Ilja Tjagunovs           | Nils Ķelderis       |
| 2016  | Martin Pluto            | Kristers Ansons          | Marcis Kalninš      |
| 2017  | Kristers Ansons         | Ricards Roberts Sauja    | Kristofers Rungulus |
| 2018  | Alekss Jānis Ražinskis  | Arvjs Rendors            | Maris Butkevics     |
| 2019  | Daniels Kažis           | Roberts Andersons        | Alekss Krasts       |
| 2020  | ?                       | ?                        | ?                   |
| 2021  | Matiss Kalveršs         | Kārlis Valters Grundulis | Roberts Cukurs      |
| 2022  | Gusts Lapiņš            | Dāvis Gludavs            | Rihards Reinfelds   |
| 2023  | Gusts Lapiņš            | Ralfs Vistins            | Olivers Skrapcis    |
| 2024  | Olivers Jēkabs Skrapcis | Valters Tams             | Ralfs Vistiņš       |
| 2025  | Georgs Tjumins          | Marks Jakobsons          | Helvijs Kancers     |

Multi-titrés
- 2 : Gusts Lapiņš